# Опседнута (филм из 2009)
Опседнута или Опчињена (енгл. Obsessed) амерички је филм, из 2009, режисера Стива Шила, са Идрисом Елбом, Бијонсе Ноулс и Али Лартер, у главним улогама.

## Радња
Финансијски саветник Дерек Чарлс (Идрис Елба), његова супруга Шерон (Бијонсе Ноулс) и њихов син Кајл, се селе у нову градску четврт Лос Анђелеса. Потом се у фирми где Дерек ради, запосли лепа Лиса Шеридан (Али Лартер), и отада ће се Дереков живот заувек променити. Након једног пропалог разговора, кад је Дерек Лису једне ноћи хтео утешити, због пријатеља, она се од тада у потпуности везала за њега. Постала је опчињена с њиме, и почиње се заигравати са његовом каријером, браком и животом, и нико јој не може стати на пут...

## Улоге
| Глумац        | Улога        |
| ------------- | ------------ |
| Идрис Елба    | Дерек Чарлс  |
| Бијонсе Ноулс | Шерон Чарлс  |
| Али Лартер    | Лиса Шеридан |